# Johan Nygaardsvold
Johan Nygaardsvold (Hommelvik, 6 de septiembre de 1879 - Trondheim, 13 de marzo de 1952) fue un político noruego del Partido Laborista que ejerció como primer ministro de Noruega entre 1935 y 1945. Durante la ocupación de Noruega por la Alemania nazi tuvo que trasladar el gabinete al Reino Unido y dirigir el gobierno en el exilio hasta el final del conflicto, coincidiendo con sus últimos cinco años de mandato.

## Biografía
Nygaardsvold nació en Hommelvik, en la región de Trøndelag, siendo el mayor de tres hijos en una familia rural de clase trabajadora. Su padre fue un campesino arrendatario que había ayudado a fundar el primer sindicato de la localidad. Cuando tenía 12 años compaginaba los estudios con su primer trabajo como ayudante en un aserradero.
Después de casarse a los 22 años, emigró a Canadá y adoptó el nombre inglés «John Westby» para instalar vías ferroviarias en distintas ciudades de Norteamérica durante cinco años, sin llegar a establecerse en un sitio fijo. A lo largo de esa etapa tomó contacto con la militancia sindical, principalmente en Industrial Workers of the World. En 1907 regresó a su ciudad y aceptó un empleo en la serrería local.

## Trayectoria política
Interesado por la política desde joven, comenzó a militar en el Partido Laborista Noruego y fue asumiendo puestos de responsabilidad a nivel local. En 1916 obtuvo el acta de diputado en la Asamblea noruega, que lograría mantener durante nueve legislaturas, y desde 1920 hasta 1922 asumió la alcaldía del municipio de Malvik.
En 1928 fue nombrado ministro de Agricultura en el breve gobierno de Christopher Hornsrud, aunque solo ostentó el cargo durante un mes. Con el paso del tiempo fue ascendiendo dentro del Partido Laborista hasta asumir la presidencia de la Asamblea noruega en 1934, durante el último mandato de Johan Ludwig Mowinckel. Esa etapa coincidió con un cambio en los postulados del laborismo, que dejó atrás el comunismo revolucionario para defender la vía socialdemócrata. Después de que Mowinckel dejase el cargo en 1935, el rey Haakon VII encargó a Nygaardsvold la formación de un nuevo gobierno.

### Primer ministro de Noruega

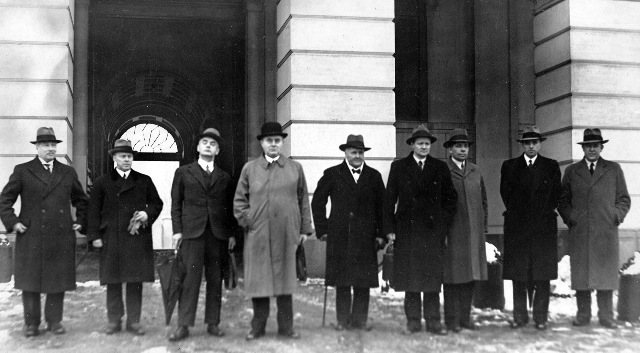
Presentación del primer gabinete del gobierno de Nyagaardsvold (1935).

Nygaardsvold ejerció como primer ministro de Noruega desde el 20 de marzo de 1935 hasta el 25 de junio de 1945, en un contexto marcado por la Gran Depresión y el estallido de la Segunda Guerra Mundial. Durante el tiempo que Noruega estuvo ocupada por la Alemania nazi, siguió dirigiendo un gobierno en el exilio desde Reino Unido, conocido como «gabinete Nygaardsvold», mientras los alemanes impusieron un régimen de ocupación civil cuya figura más destacada fue Vidkun Quisling.
En un primer momento, el ejecutivo de Nygaardsvold estuvo formado solo por políticos laboristas y debía aprobar sus medidas a través de pactos con otras formaciones, principalmente el Partido Agrario. Desde las elecciones de 1936 el laborismo ocupaba 70 de los 150 escaños en la Asamblea nacional. En su primera etapa se caracterizó por fomentar la industria e implementar programas sociales como la ley nacional de pensiones (1936), los códigos de prevención de riesgos laborales, y la ley de seguro médico para desempleados (1938), que trataban de garantizar la igualdad de oportunidades en una sociedad afectada por la crisis económica. Para financiar esos programas hizo recortes en otros campos como el gasto militar.
Todo cambió el 9 de abril de 1940 con la invasión alemana de Noruega, que tomó al ejecutivo por sorpresa. Al principio el país nórdico intentó mantenerse neutral, pero después de la invasión, el rey Haakon VII se había negado a nombrar un gobierno títere y el ejecutivo rechazó el ultimátum de los invasores, huyendo de la capital para establecerse en Narvik. No obstante, el avance nazi llevó a que la Casa Real y todo el consejo de ministros fueran evacuados a Londres el 7 de junio con la ayuda de C. J. Hambro, presidente del parlamento.
Durante cinco años, el gobierno noruego en el exilio se esforzó en defender su legitimidad frente al régimen de ocupación civil. Aunque Nygaardsvold mantuvo una mayoría laboralista en el consejo de ministros, con el paso del tiempo fue incorporando algunos miembros liberales, conservadores e incluso de la resistencia. Dentro de su ejecutivo destacaron nombres como el ministro de Defensa Oscar Torp y el ministro de Asuntos Exteriores Trygve Lie, quien en 1946 asumiría como secretario general de las Naciones Unidas.
Al término de la Segunda Guerra Mundial, el gobierno en el exilio regresó a Oslo el 31 de mayo de 1945 y la Casa Real lo hizo una semana más tarde. El 12 de junio, Nygaardsvold presentó su dimisión y el rey Haakon VII encomendó al líder laborista Einar Gerhardsen que formara un gobierno de coalición con todos los partidos, previo a la convocatoria de elecciones parlamentarias en las que los laboristas obtuvieron mayoría absoluta.

## Últimos años
Tiempo después de su dimisión se había establecido una comisión de investigación para esclarecer el papel de las autoridades noruegas durante la guerra. Si bien se cuestionó que el ex primer ministro redujera el gasto militar, algo que tuvo consecuencias en la rápida invasión alemana, su papel en defensa de las instituciones recibió una valoración positiva.
Mantuvo el acta de diputado hasta que en 1949 se retiró de la política y regresó a su ciudad natal. Ese mismo año fue condecorado con la Medalla al Servicio Cívico, el mayor honor civil. También se le había ofrecido un sueldo vitalicio por su labor al frente del Estado pero nunca lo aceptó.
Nygaardsvold falleció el 13 de marzo de 1952 en Trondheim como consecuencia de un cáncer. Le sobrevivieron su esposa Albine y cuatro hijos.